# كوكي سوغيموري
كوكي سوغيموري (باليابانية: 杉森 考起) (5 أبريل 1997 في كاسوغاي في اليابان – )؛ هو لاعب كرة قدم ياباني سابق كان يلعب كمهاجم.

## وصلات خارجية
- كوكي سوغيموري على موقع الاتحاد الدولي (مؤرشف)  (الإنجليزية)
- كوكي سوغيموري على موقع رابطة كرة القدم اليابانية للمحترفين (اليابانية)
- كوكي سوغيموري على موقع قاعدة بيانات كرة القدم.إي يو (الإنجليزية)
- كوكي سوغيموري على موقع Soccerway.com (الإنجليزية)
- كوكي سوغيموري على موقع عالم كرة القدم.نت (الإنجليزية)
- كوكي سوغيموري على موقع كووورة